# Novovolodîmîrivka, Seredîna-Buda
Novovolodîmîrivka (în ucraineană Нововолодимирівка) este un sat în comuna Rojkovîci din raionul Seredîna-Buda, regiunea Sumî, Ucraina.

## Demografie
Componența lingvistică a localității Novovolodîmîrivka
     Ucraineană (65,45%)
     Rusă (34,55%)
Conform recensământului din 2001, majoritatea populației localității Novovolodîmîrivka era vorbitoare de ucraineană (65,45%), existând în minoritate și vorbitori de rusă (34,55%).